# Scharfer Löffel
Ein scharfer Löffel ist ein chirurgisches Handinstrument und eine Variante der Kürette. Er wird vorwiegend in der Dermatologie, der Zahnmedizin und in der Therapie von Verbrennungen zur oberflächlichen Nekrotomie verwendet. Seinen Namen hat es von den scharfrandigen, etwa erbsengroßen löffelartigen Enden, die dazu dienen, Gewebewucherungen abzukratzen oder Knochenhöhlen auszuschaben (Exkochleation).

## Dermatologie
Die dermatologischen scharfen Löffel sind tatsächlich scharf zugeschliffen und meist einseitig, teils in Form einer scharfen Schlinge, die hohl oder eher flächig ist. Er wird zum Beispiel bei seborrhoischen Keratosen, Warzen und Dellwarzen sowie für Hautgeschabsel angewandt. Er wurde sowohl bereits Ende des 18. Jahrhunderts beschrieben als auch 1877 durch George Henry Fox und Henry Granger Piffard. Hierzu gehört ebenso der scharfe Löffel nach Volkmann.

## Zahnmedizin
Der bekannteste scharfe Löffel ist nach dem deutschen Kieferchirurgen Carl Partsch benannt. Dieses Instrument wurde von ihm um 1910 für zahnmedizinisch-chirurgische Eingriffe als Zystenschäler für odontogene Zysten entwickelt. Er hat eine Länge von meist 12 bis 16 cm und ist in der Regel doppelendig und abgewinkelt. Eine häufige Anwendung findet er in der Säuberung von Zahnalveolen nach Zahnextraktionen oder Osteotomien, um Granulationsgewebe zu entfernen. Ebenso können damit kleine Wurzelreste und kleine Fremdkörper entfernt werden. Modifikationen heißen scharfe Löffel nach Hemingway, nach Lucas, nach Kerpel (einseitig) und Williger (auch einseitig).

## Varianten

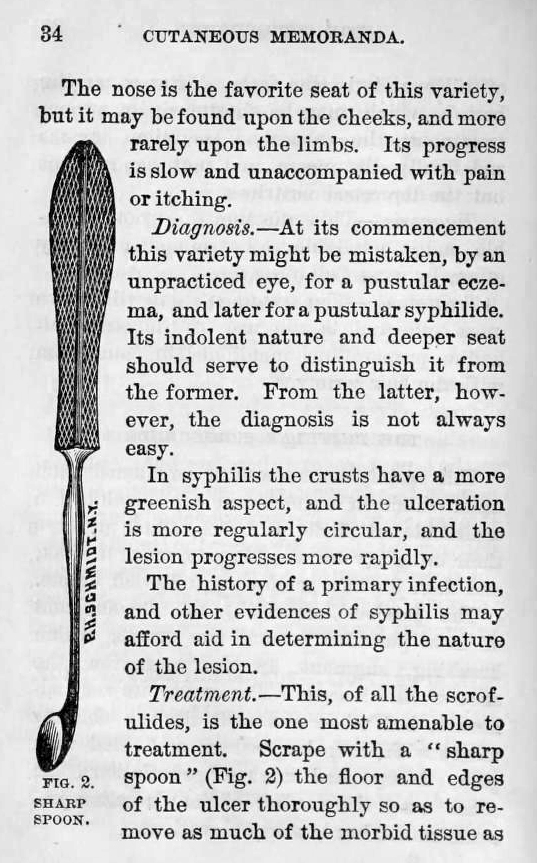
Sharp spoon (engl. für „scharfer Löffel“) nach Fox und Piffard 1877
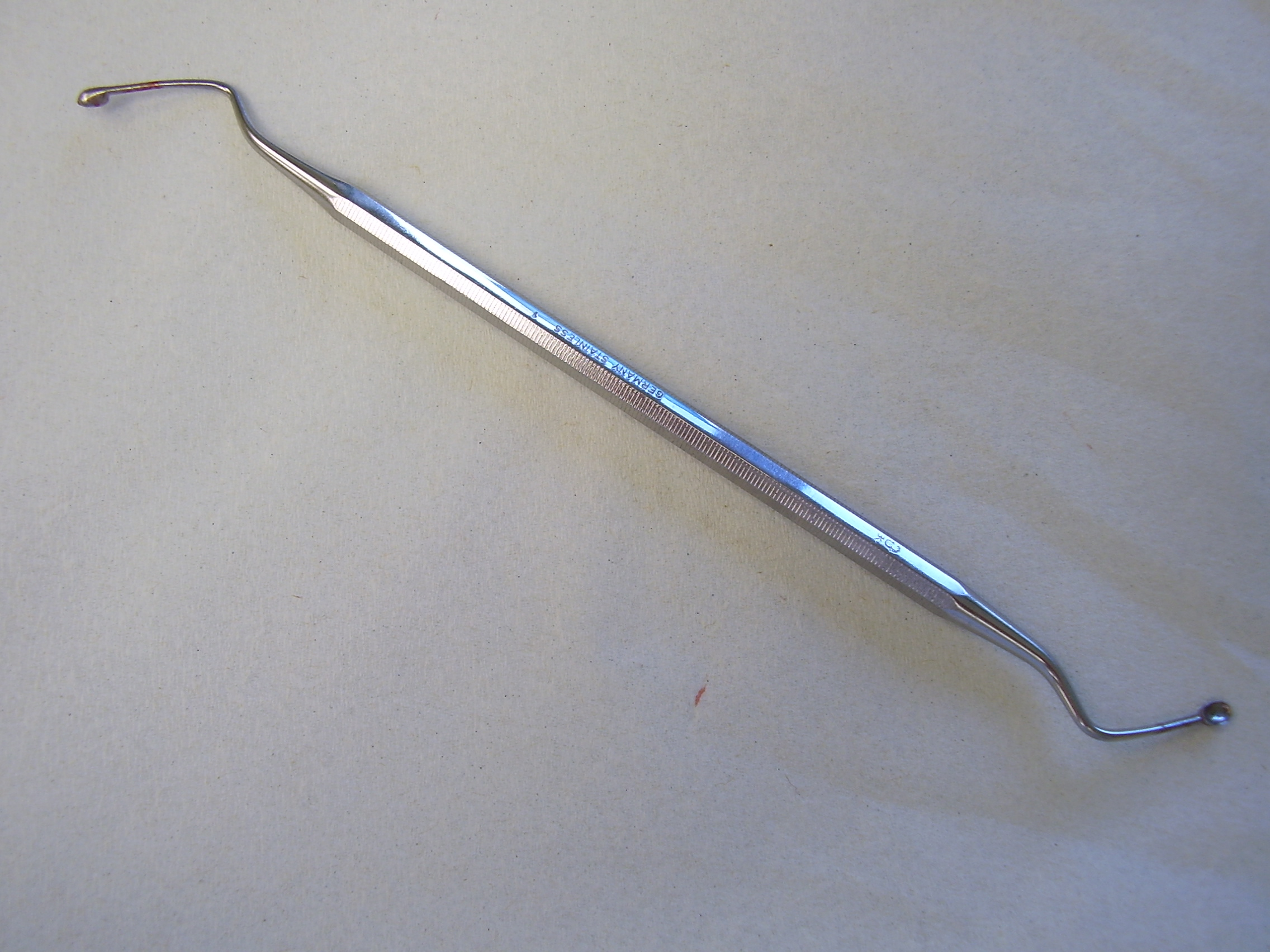
Scharfer Löffel nach Partsch
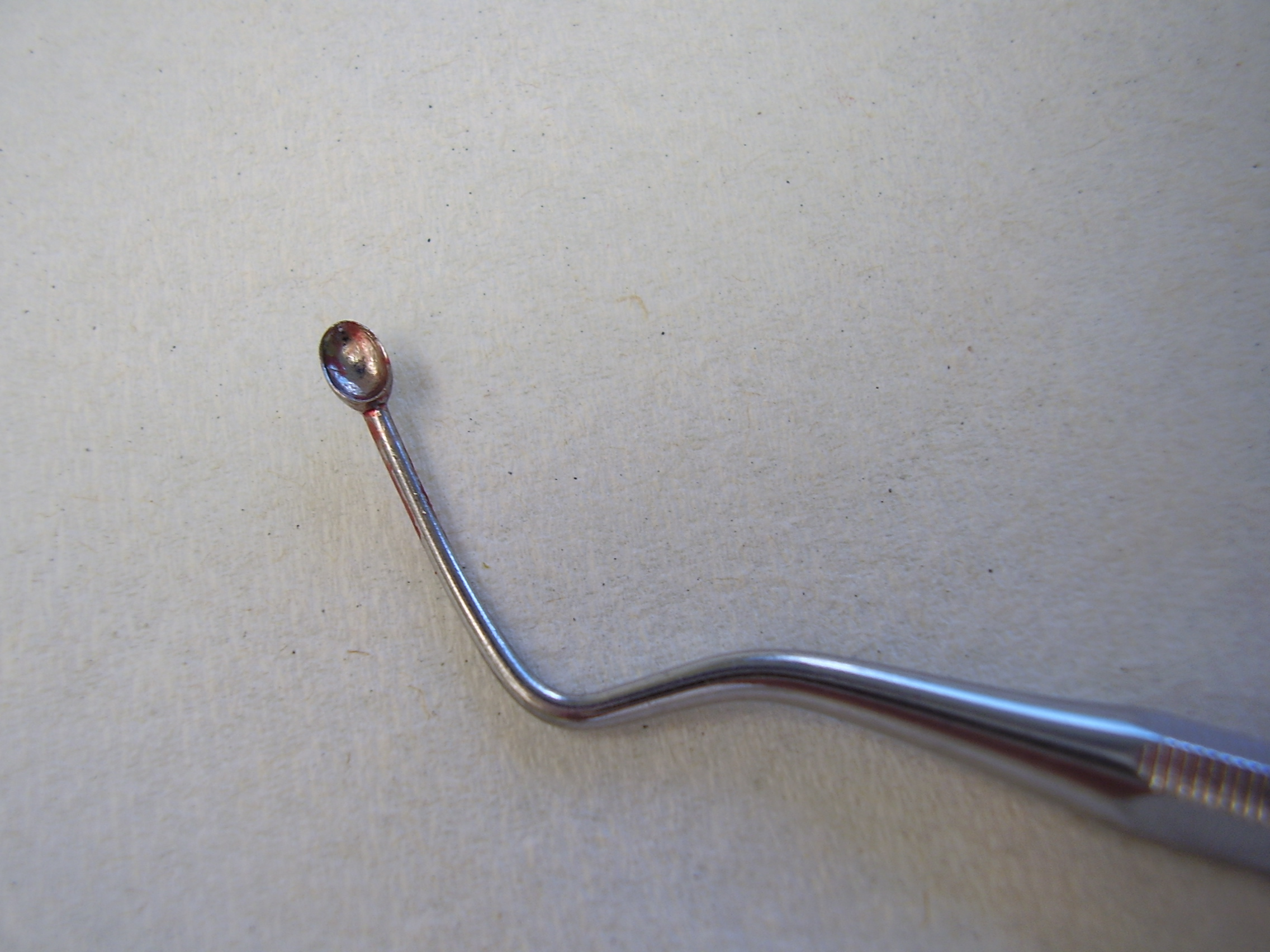
Scharfer Löffel nach Partsch (Detail)
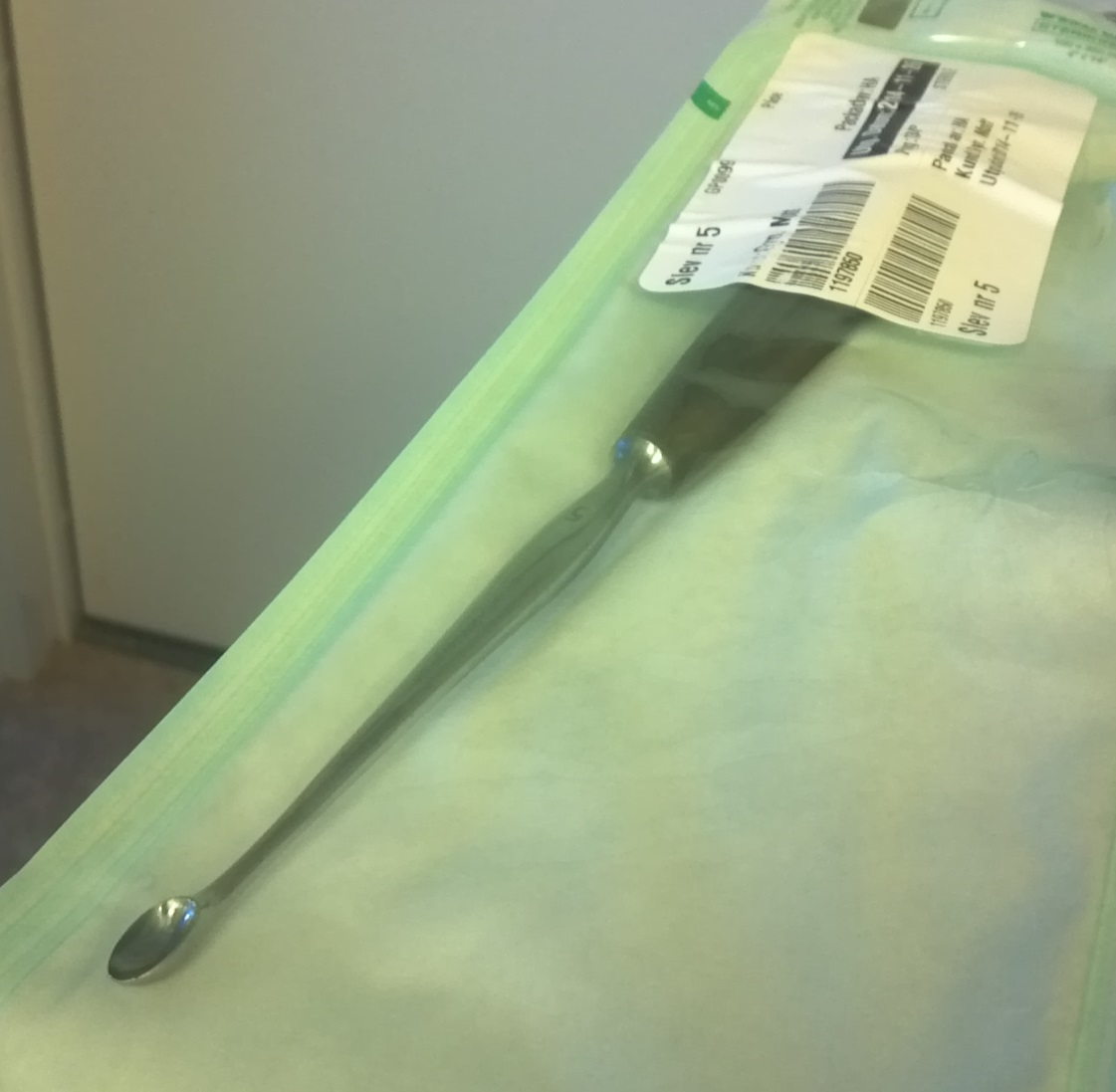
Scharfer Löffel
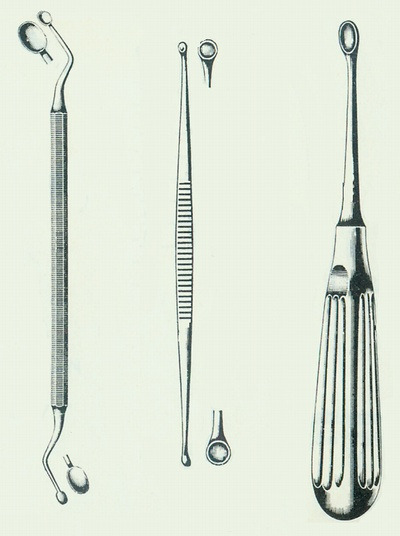
Verschiedene scharfe Löffel. Rechts: Zystenlöffel.
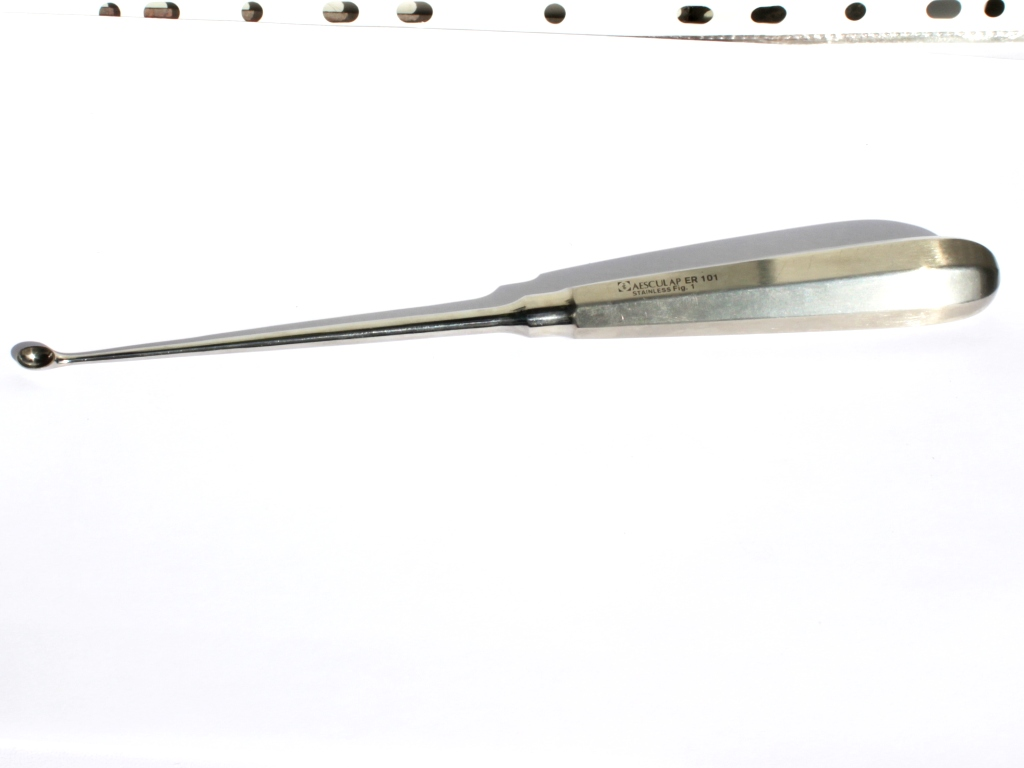
Scharfer Löffel